# Pełnomocnik Rządu do Spraw Reformy Zabezpieczenia Społecznego
Pełnomocnik Rządu do Spraw Reformy Zabezpieczenia Społecznego – jednostka organizacyjna Rządu, istniejąca w latach 1997–2000, mająca na celu przygotowania rozwiązań legislacyjnych w zakresie ubezpieczenia społecznego, zaopatrzenia społecznego i pomocy społecznej.

## Powołanie Pełnomocnika
Na podstawie rozporządzenia Rady Ministrów z 1997 r. w sprawie Pełnomocnika Rządu do Spraw Reformy Zabezpieczenia Społecznego ustanowiono Pełnomocnika.
Pełnomocnikiem był podsekretarz stanu w Kancelarii Prezesa Rady Ministrów.

## Zadania Pełnomocnika
Do zadań Pełnomocnika należało:
- przygotowanie harmonogramu prac nad reformą zabezpieczenia społecznego,
- inicjowanie i koordynowanie prac związanych z przygotowaniem projektów aktów prawnych niezbędnych do wprowadzania reformy,
- opracowanie zasad funkcjonowania emerytalnego ubezpieczenia kapitałowego i systemów indywidualnego oszczędzania,
- symulacja kosztów przejścia do nowego systemu i określenie źródeł ich finansowania,
- koordynowanie współdziałania organów administracji rządowej realizujących zadania w zakresie objętym reformą zabezpieczenia społecznego oraz pomocy zagranicznej na rzecz reformy zabezpieczenia społecznego,
- dokonywanie analiz i ocen rozwiązań prawnych z dziedziny zabezpieczenia społecznego,
- upowszechnianie problematyki reformy.

## Działania Pełnomocnika
Pełnomocnik przedstawiał Radzie Ministrów:
- analizy, oceny i wnioski, związane z zakresem jego działania,
- coroczne informacje o swojej pracy.

Pełnomocnik informował Prezesa Rady Ministrów o wszystkich zagrożeniach realizacji zadań. Pełnomocnik mógł powoływać zespoły o charakterze opiniodawczym lub do opracowania określonych zagadnień oraz zlecać przeprowadzenie ekspertyz.
Pełnomocnik, po zasięgnięciu opinii Ministra Pracy i Polityki Socjalnej oraz  Ministra Zdrowia i Opieki Społecznej, przedstawiał Międzyresortowemu Zespołowi do Spraw Reformy Zabezpieczenia Społecznego, projekty aktów prawnych wynikających z zakresu jego działania.

## Zniesienie Pełnomocnika
Na podstawie ustawy z 2000 r. o zmianie niektórych upoważnień ustawowych do wydawania aktów normatywnych oraz o zmianie niektórych ustaw zlikwidowano Pełnomocnika.